# 氟化亚铕
氟化亚铕是一种无机化合物，化学式为EuF2。它首次于1937年被合成。

## 制备
氟化亚铕可由氟化铕和金属铕或氢气反应得到：
{\displaystyle \mathrm {2\ EuF_{3}+Eu\longrightarrow 3\ EuF_{2}} }
{\displaystyle \mathrm {2\ EuF_{3}+H_{2}\longrightarrow 2\ EuF_{2}+2\ HF} }

## 性质
氟化亚铕是亮黄色的固体，它具有萤石结构。在114 kPa的压力和400 °C下，它转变为正交的氟化铅型晶体。它在常温的空气中稳定，高温下活泼，易和氧反应，生成EuOF等产物。